# Khalida Brohi
Khalida Brohi (Baluchistán, 1988) es una activista pakistaní por los derechos de las mujeres y emprendedora social. Es miembro del pueblo Brahui, una tribu indígena de Baluchistan,asentada en Estados Unidos después de su matrimonio.

## Biografía
Brohi creció en un pueblo pequeño en la provincia de Baluchistan en Pakistán. Sus padres fueron casados en una práctica de matrimonio concertado o watta satta. Su madre tenía 9 años su padre 13. Brohi se convirtió en  la primera chica en su pueblo en  ir a escuela, y en la primera en su tribu en ser educada. Brohi creció en la pobreza, pero sus padres eran entusiastas en dar oportunidades a sus hijos que ellos nunca tuvieron. Cuando Brohi era muy joven, sus padres se mudaron de la casa de barro que compartían con la familia en Kotri a la ciudad de Hyderabad en  la provincia de Sindh en búsqueda de mejores oportunidades. Allí  vivieron en una comunidad de tugurios donde su padre trabajó en  numerosos trabajos incluyendo entre ellos el de periodista a  tiempo parcial, para ganar el equivalente de  $6 por mes. En Hyderabad, Brohi y su hermano fueron a escuela con el poco dinero que su padre ganaba. La familia creció y se mudaron muchas más veces hasta aterrizar en el barrio marginal de Karachi donde Brohi continuó su educación. Tenía planeado estudiar medicina y convertirse en la primera doctora en su tribu,  un camino inusual para chicas, cuando un acontecimiento cambió todo. Su buena amiga y  prima fue asesinado en un crimen de honor por enamorarse de un chico que no era su prometido. Con 16 años deja la escuela y persigue la justicia para su prima y todas las  mujeres y chicas que se convierten en víctimas de crímenes de honor. empezó su activismo escribiendo poesía sobre la experiencia y leyéndola en cualquier acontecimiento que le dejaban hablar.

#### Campaña WAKE UP  en contra de los Crímenes de Honor
Brohi fue pronto descubierta por las organizaciones que luchan para los derechos de las mujeres y participó como invitada en conferencias y  talleres centrados en acabar con los asesinatos de honor y violencia doméstica. Utilizando Facebook organizó rallys de presión al gobierno nacional de Pakistán para cerrar lagunas en la ley de asesinatos de honor y el abuso doméstico. Su campaña de Facebook ganó miles de seguidores internacionales y a numerosas manifestaciones, logró concienciar sobre el asunto de asesinatos de honor tanto en Pakistán como en el extranjero. A pesar del éxito de la campaña Wake Up Brohi en Karachi y globalmente no lograba terminar con  que las mujeres y comunidades adolecían de violencia doméstica y la costumbre de asesinatos de honor. En respuesta, Brohi lanzó el Programa Juventud y Desarrollo de Género (YGDP). Esta iniciativa empezó semanal reuniendo a mujeres jóvenes para de hablar oportunidades económicas en sus comunidades. Aun así, con el respaldo del Consejo de Derechos Humanos de las Naciones Unidas, expandiendo a programas que entrenan habilidades para ambas mujeres y hombres enseñando a utilizar el ordenador y  la industria desarrollando habilidades, mientras simultáneamente educaba a participantes sobre los derechos de las mujeres bajo la ley y en el  Islam. El éxito del programa inspirado Brohi para expandir la idea y crear una organización con un más amplitud dirigiendo y fundando Sughar en 2009. 
Sughar Empowerment Society
Esta organización sin ánimo de lucro, Sughar Empowerment Society, que ayuda a mujeres en Pakistán a aprender las habilidades relacionadas con el "crecimiento económico y personal." Sughar Significa "mujer especializada , segura" en Urdu. La Sughar Empowerment Society proporciona a mujeres en los pueblos de Pakistán con ingresos por su trabajo, y la capacidad de "desafiar creencias culturales negativas con educación e información sobre los derechos de las mujeres." El grupo permite a Brohi cambiar percepciones culturales de dentro, en vez de abiertamente protestando. Por 2013, había 23 centros, atendiendo a 800 mujeres que  aprenden sobre  "igualdad de género, impidiendo violencia doméstica, chicas' educación y mujeres' derechos," todo mientras  están creando trabajo para vender. El tipo de trabajo que las mujeres crean es bordado tradicional que venden a la industria de moda. Brohi querría incluir un millón de mujeres en Sughar dentro del próximos diez años, según dijo en 2013. Una de las iniciativas de Sughar fue crear una marca de moda tribal que  llamada, Nómadas, y presentó los productos hicieron por el Sughar mujeres. Los nómadas debutaron con una moda internacionalmente aclamada en 2012.
Fue reconocida como parte de Forbes 30 under 30 en 2014. En ese mismo año fue también becada con el MIT Media Lab en el Instituto de Tecnología de Massachusetts y participó en el documental realizado por Sharmeen Obaid-Chinoy,Seeds of Change. 
En octubre de 2014,  dio una charla TED, TEDGlobal 2014.  dónde habla su activismo en contra de los asesinatos de honor. Mientras ha sido alabada por su activismo tanto dentro como fuera  de Pakistán ha sido amenazada con violencia por su trabajo, fue disparada y bombardeada.
En 2015, Brohi  se casó con David Barron, un americano convertido al  Islam, en un matrimonio de amor, raro debido a sus fondos culturales y sociales diferentes, juntos fundaron The Chai Spot  en Sedona, Arizona, una empresa social que construye paz centrada en promover las artes y hospitalidad Pakistaní, mientras al mismo tiempo proporciona oportunidades para mujeres y la juventud en Pakistán. En 2018, abrieron su segundo Chai spot en Manhattan.

## Premios y reconocimientos
2016 
- Forbes 30 under 30 Asia: Social Entrepreneurs,[15]

- El Buffett el instituto está Emergiendo Premio de Dirigente Global en Northwestern Universidad[16]

2014
- MIT El socio de Director de Laboratorio de los medios de comunicación[17]
- Martin Luther Premio de Ángel del Rey por El Centro de Rey.
- Mujeres de Premio de Excelencia por Señoras Financia Pakistán.
- Forbes 30 under 30: Social Entrepreneurs[18]
- Newsweek 25 under 25

2012
- Young women en Premio Empresarial por Gobierno de Departamento de Desarrollo de Mujeres de Sindh, Pakistán
- Azm-e-Alishan (Objetivo magnífico) Premio por televisión-UN Pakistán de Canal

2010
- Premio de Campeón del Young por Universidad Nacional de Singapur
- Unseasonable Premio de camaradería en El Unreasonable Institute
- Premio de camaradería en Paragon 100 Fundación para Joven Social Entrepreneurs

2008
- YouthActionNet® Young Social Entrepreneur Premio de Camaradería
- Ashoka Grapas Young Sociales Entrepreneur Finalista de Competición